# Pediasia sujanellus
Pediasia sujanellus là một loài bướm đêm trong họ Crambidae.